# Йека
Йека (амх. የካ ክፍለ ከተማ) — один из десяти районов столицы Федеративной Демократической Республики Эфиопии города Аддис-Абебы. Расположен на северо-восточной его окраине. Граничит с районами Гуллэлэ, Арада, Киркос и Боле.
В этом районе 13 июля 1943 года родился бизнесмен, руководитель отдела авиаперевозок и бывший генеральный директор компании «Ethiopian Airlines» Гирма Ваке.